# دروبین
دروبین (به لاتین: Drobin) یک شهر و گمینا در لهستان است که در گمینا دروبین واقع شده‌است. دروبین ۹٫۶۴ کیلومتر مربع مساحت و ۲٬۹۸۰ نفر جمعیت دارد.